# L'armadietto n° 13
L'armadietto n°13 è un romanzo horror per ragazzi scritto da R.L. Stine.
In Italia è stato pubblicato nella collana Super brividi da Mondadori

## Trama
Luke è un ragazzo molto superstizioso (va in giro sempre con una zampa di coniglio in tasca come amuleto, ma nonostante ciò è molto sfortunato) e appena arriva a scuola, scopre che gli è stato assegnato l'armadietto numero 13, mentre alla sua migliore amica è stato assegnato l'armadietto migliore di tutta la scuola e nota che è sempre molto fortunata...un giorno, aprendo il suo armadietto, trova uno strano amuleto, e lo prende...da lì inizia una serie di fortunati eventi e non si spiega come sia accaduto...